# Louis Ould-Yaou
Louis Ould-Yaou, né le 28 mars 1997 à Bordeaux, est un acteur français.
Il est révélé au grand public par les rôles de Yves, le blouson noir, dans la série à succès Mixte, qui lui voudra une nomination au Canneseries et de Gary Abélien dans la série Ici tout commence sur TF1.
Il joue ensuite dans des productions françaises à succès au cinéma comme Citoyen d'honneur de Mohamed Hamidi avec qui il partage l'affiche aux côtés de Kad Merad, Oulaya Amamra ou encore Faysa Bouyamhed.

## Biographie
Cette section ne s'appuie pas, ou pas assez, sur des sources secondaires ou tertiaires indépendantes du sujet. Le texte peut contenir des analyses inexactes ou inédites de sources primaires.
Pour l'améliorer, ajoutez-en, ou placez des modèles {{Source secondaire souhaitée}} ou {{Source secondaire nécessaire}} sur les passages mal sourcés. (janvier 2025)
Né à Bordeaux, il a des origines Algérienne par son père né à Alger (Algérie). Il a également un frère, Antoine. 
Repéré lors d'un atelier théâtre de son collège, il débute sur les planches à l'âge de onze ans au Théâtre de la Pergola à bordeaux , dirigé par Michel Cahuzac. Il intégrera la compagnie en tant que comédien récurrents et sera à l'affiche de la programmation officiel en parallèle de ses études jusqu'en 2016.
Entre temps, il décroche un rôle dans la série Famille d'accueil aux côtés de Virginie Lemoine. Cette expérience lui confirme son envie de faire ce métiers.
En 2016, il est reçu au Baccalauréat littéraire spécialisation Théâtre et décide de s'inscrire au concours d'entrée pour la formation d'art dramatique du Cours Simon à Paris. Il est retenu et y passera 3 ans.
À sa sortie en 2020, il est repéré par l'agence d'acteur Time Art dirigé par Élisabeth Tanner.
Il décrocher son premier rôle dans une production majeure quelques mois plus tard, celui de Yves , le blouson noir acerbe de la série Mixte (série télévisée) sur Prime Video. Son interprétation est reconnu et lui permet d'être révélé au grand publique.
Par la suite on le retrouve au cinema aux côtés notamment de Kad Merad , Guillaume Gallienne ou encore Oulaya Amamra avant de faire un retour au Théâtre dans la pièce "Polar, ou comment écrire un Polar suédois sans se fatiguer"  mise en scène par Marc Riso. Il jouera une année sur Paris , mais décide de quitter le projet lorsque la chaine TF1 lui propose d'intégrer le casting des séries , Fugueuse puis Ici tout commence[source insuffisante].

## Filmographie

### Cinéma

#### Longs-métrages
- 2021 : Citoyen d'honneur de Mohamed Hamidi : Gabriel
- 2022 : Les Mains vides de Arthur Dupont : Georges

#### Courts-métrages
- 2021 : Salle Louis Jouvet de Romain Pacaud : Didier Bourdon
- 2019 : Green de Kim Gun : Basil
- 2019 : Deux semaines de juin de Jocelyn Truchet : Soldat Brun
- 2018 : Red de Kim Gun : Basil[4]

#### Télévision
- Depuis 2024 : Ici tout commence : Gary Abelian
- 2021 : Fugueuse : Vincent
- 2021 : Qu'est ce qu'on va faire de Jacques de Marie Garel-Weiss : Paul
- 2020 : Mixtes de Édouard Salier et Alexandre Castagnetti: Yves
- 2013 : Famille d'accueil de Claire de La Rochefoucauld : Caid [5]

## Théâtre
- 2020 : Lettres sans abris, mise en scène Achille Jourdain en Tournée
- 2019 : Polar, mise en scène Marc Riso au Théâtre Montmartre Galabru et au Théâtre Le Funambule
- 2016 : Le Mariage de Figaro mise en scène Michel Cahuzac, Axel Joucla : Théâtre La Pergola Bordeaux
- 2016 : Fables et Fabliaux mise en scène Yves André au Théâtre La Pergola Bordeaux
- 2016 : Les Fourberies de Scapin mise en scène Michel Cahuzac au Théâtre La Pergola Bordeaux
- 2016 : Un fil à la patte mise en scène Michel Cahuzac au Théâtre national de Bordeaux
- 2016 : La Parisienne mise en scène Yves André et Louis Ould-Yaou
- 2016 : Le Maître chat ou le Chat botté mise en scène Yves André et Louis Ould-Yaou
- 2016 : Lorenzaccio  mise en scène Michel Cahuzac au Théâtre
- 2016 : Tel père, tel fils mise en scène Michel Cahuzac, Yves André, Axel joucla
- 2016 : Le Médecin malgré lui  mise en scène Yves André et Michel Cahuzac
- 2016 : Madame Marguerite  mise en scène Maxence Marchand au Théâtre passage vers les Étoiles
- 2015 : Les affaires sont les affaires mise en scène Michel Cahuzac  au Théâtre La Pergola Bordeaux
- 2014 : Folle Amanda mise en scène Michel Cahuzac au Théâtre La Pergola Bordeaux
- 2013 : Les Malheurs de Sophie mise en scène Yves André au Théâtre La Pergola Bordeaux
- 2013 : Blanche-Neige mise en scène Yves André et Maguelone Caporal
- 2012 : Pinocchio  mise en scène Yves André
- 2012 : Knock ou le Triomphe de la médecine mise en scène Michel Cahuzac
- 2011 : On purge bébé mise en scène Michel Cahuzac et Axel Joucla
- 2011 : De doux dingues mise en scène Yves André et Michel Cahuzac
- 2010 : Hansel et Gretel mise en scène Yves André[6]